# Paita
Pour l’article ayant un titre homophone, voir Païta.
Paita est une ville de l'extrême nord du Pérou et la capitale de la province de Paita, dans la région de Piura. C'est le principal port de cette région, sur l'océan Pacifique. Paita est située à 1 089 km au nord-ouest de la capitale, Lima, et à 57 km au nord-ouest de la capitale régionale, Piura. Elle est peuplée de 69 391 habitants en 2005.

## Géographie
Paita possède l'un des meilleurs ports naturels de la côte péruvienne. Il se trouve sur une petite péninsule au sud de l'embouchure de Rio Chira. Paita fait face à la baie de Paita, qui est abritée des vents du sud par un promontoire appelé Punta Paita et par une importante colline appelée Silla de Paita.

## Histoire
Paita fut fondée par les Espagnols le 30 avril 1532 sous le nom de San Francisco de Payta de Buena Esperanza par le conquistador Francisco Pizarro. De 1578 à 1588, Paita fut la capitale de la côte du nord-ouest du Pérou, mais face aux attaques incessantes des pirates et des corsaires anglais, il devint nécessaire de déplacer la capitale à Piura.
Au milieu du XIXe siècle, le port de Paita était utilisé par la flotte baleinière de Nouvelle-Angleterre.
En 1875, une voie ferrée de 97 km de long entre Piura et Paita fut mise en service. Détruite pendant la guerre du Pacifique (1879-1884) contre le Chili, elle fut reconstruite en 1884. Un tramway fonctionna dans la ville entre 1891 et les années 1920.

## Population
| 1903  | 1961  | 1981   | 1993   | 2005   |
| ----- | ----- | ------ | ------ | ------ |
| 3 500 | 9 600 | 18 749 | 42 491 | 69 391 |